# Gerd Audehm
Gerd Audehm (Annahütte, 14 augustus 1968) is een Duits voormalig professioneel wielrenner. Hij reed vier seizoenen voor Team Telekom.
In 2000 lag Audehm een maand in een coma, doordat hij na een ongeluk in de sportschool zuurstoftekort had in zijn hersenen.

## Belangrijkste overwinningen
1988
- 1e etappe Ronde van Oostenrijk

1991
- Eindklassement Ronde van Rijnland-Palts

1992
- Eindklassement Ronde van Rijnland-Palts

## Grote rondes
| Jaar | Ronde van Italië | Ronde van Frankrijk | Ronde van Spanje |
| ---- | ---------------- | ------------------- | ---------------- |
| 1993 |                  | 99e                 |                  |
| 1994 |                  | 28e                 |                  |
| 1995 |                  |                     |                  |
| 1996 |                  |                     |                  |
| 1997 |                  |                     |                  |
| 1998 |                  |                     |                  |